# Mahembea hewitti
Mahembea hewitti är en spindelart som först beskrevs av Roger de Lessert 1930.  Mahembea hewitti ingår i släktet Mahembea och familjen hjulspindlar. Inga underarter finns listade i Catalogue of Life.